# Iwan Lebiediew
Iwan Kononowicz Lebiediew (ros. Иван Кононович Лебедев,  ur. 1907 we wsi Bolszaja Sadowka w guberni penzeńskiej, zm. 24 listopada 1972 w Moskwie) – radziecki działacz partyjny i państwowy, I zastępca przewodniczącego Rady Ministrów Rosyjskiej FSRR (1955-1956).
Od 1928 w WKP(b), od 1936 na robocie partyjnej. Słuchacz Wyższej Szkoły Partyjnej przy KC WKP(b). Od 1944 do lutego 1949 II sekretarz KC Komunistycznej Partii Łotwy, od lutego 1949 do sierpnia 1952 I sekretarz Komitetu Obwodowego WKP(b) w Penzie, od sierpnia 1952 do kwietnia 1955 I sekretarz Komitetu Obwodowego WKP(b)/KPZR w Omsku. Od 14 października 1952 do 17 października 1961 członek KC KPZR, od 26 marca 1955 do 24 kwietnia 1956 I zastępca Rady Ministrów Rosyjskiej FSRR, od kwietnia 1956 do 28 stycznia 1960 I sekretarz Stawropolskiego Krajowego Komitetu KPZR. Deputowany do Rady Najwyższej ZSRR od 2 do 5 kadencji (1946-1962). Odznaczony trzema Orderami Lenina, Orderami Wojny Ojczyźnianej i medalami.